# Veronika Strēlerte
Veronika Strēlerte (skutečným jménem Rudīte Johansone, nar. Strēlerte, 10. října 1912 Dobele, Lotyšsko – 6. května 1995 Stockholm, Švédsko)  byla lotyšská básnířka.

## Životopis
Strēlerte studovala na základní škole v Auce, studovala na gymnáziu v Jelgavě a na střední škole v Rize. V roce 1941 vystudovala obor románská filologie na Lotyšské univerzitě. Prvním manželem Strēlerteové byl Arveds Švābe, historik a spisovatel. V roce 1944 odešla do Německa, kde strávila asi půl roku, poté se vrátila do Lotyšska, ale v roce 1945 krátce po kapitulaci nacistického Německa emigrovala do Švédska.
Pracovala ve Švédsku jako dělnice, později jako korektorka a překladatelka, přednášela lotyšský jazyk a literaturu na Stockholmské univerzitě. V roce 1947 se vdala za Andrejse Johansonse, kulturního historika a spisovatele, kterému porodila syna Pāvilse, autora dvou sbírek básní. Překládala poezii Johanna Wolfganga von Goethe, Stefana Georgeho nebo Charlese Baudelaira.
V Rize vydala dvě sbírky básní: Vienkārši vārdi (1937) a Lietus lāse (1940). Sbírka Mēness upe (1945), téměř dokončená v Lotyšsku, byla vydána během prvních měsíců v exilu a je druhou knihou v sérii Universālā bibliotēka. Později Strēlerte publikovala ještě sbírky Gaismas tuksneši (1951) a Žēlastības gadi (1961). U příležitosti 70. výročí byla vydána sbírka Pusvārdiem. V 80. letech se v tisku příležitostně objevovala další poezie.
Sestavila antologii lotyšské poezie Likteņi (1942) a antologii milostné poezie Paradīzes meklētāji (1964).